# Muzeul Omului din Ploiești
Muzeul Omului din Ploiești este un muzeu județean din Ploiești, amplasat în Palatul Culturii. Muzeul, înființat în 1956, a fost modernizat și redeschis publicului din 2013. 
Pot fi vizitate trei săli ("Originea și evoluția vieții pe Terra; antropogeneză", "Anatomia și fiziologia omului" și o sală de proiecții, conferințe, prezentări), patru săli fiind încă în etapa de consolidare-reabilitare. Muzeul se află în Palatul Culturii, clădire monument istoric, recent restaurată. După ani de documentare, analize și studii, s-a ajuns la o concepție unitară asupra modului în care trebuie să arate și să funcționeze noul Muzeu al Omului din Ploiești: selecția exponatelor și elaborarea informației științifice, în logica lor muzeistică și instructiv-educativă, stabilirea modului de etalare a textelor și a pieselor muzeale – panouri de sinteză informativă, mobilier specific, vitrine, sistem de iluminare, un complex arsenal IT – proiecții pe ecrane LED, simulări electronice, jocuri interactive, infochioșcuri, inclusiv un prezentator virtual 3D al funcțiilor corpului uman, în mărime naturală, ceea ce reprezintă o premieră națională în domeniu, totul asigurând noului muzeu o deosebită atractivitate și un foarte eficient caracter instructiv și educativ.